# Ring Lardner Jr.
Ring Lardner Jr. (Chicago, 19 de agosto de 1915 - Nova Iorque, 31 de outubro de 2000) foi um roteirista e cineasta estadunidense, ganhador de dois Oscars. Ele foi o último sobrevivente de um grupo de dez escritores e diretores que integraram a lista negra de Hollywood durante o período macartista nos Estados Unidos.

## Prêmios e indicações
Oscars
1. 1972 - Melhor Roteiro Adaptado por M.A.S.H (venceu)
2. 1943 - Melhor Roteiro Original por A Mulher do Dia (venceu)

Globo de Ouro
1. 1971 - Melhor Roteiro de Cinema por M.A.S.H (indicado)

Writers Guild of America Award
1. 1989 - Laurel Award for Screen Writing Achievement (venceu)
2. 1971 - Melhor Roteiro Adaptado por M.A.S.H (indicado)